# Pulupandan
Pulupandan is een gemeente in de Filipijnse provincie Negros Occidental. Bij de laatste census in 2007 had de gemeente ruim 27 duizend inwoners.

## Geografie

### Bestuurlijke indeling
Pulupandan is onderverdeeld in de volgende 20 barangays:
| - Barangay Zone 1 - Barangay Zone 1-A - Barangay Zone 2 - Barangay Zone 3 - Barangay Zone 4 - Barangay Zone 4-A - Barangay Zone 5 - Barangay Zone 6 - Barangay Zone 7 - Canjusa | - Crossing Pulupandan - Culo - Mabini - Pag-ayon - Palaka Norte - Palaka Sur - Patic - Tapong - Ubay - Utod |

## Demografie
Pulupandan had bij de census van 2007 een inwoneraantal van 27.072 mensen. Dit zijn 1.223 mensen (4,7%) meer dan bij de vorige census van 2000. De gemiddelde jaarlijkse groei komt daarmee uit op 0,64%, hetgeen lager is dan het landelijk jaarlijks gemiddelde over deze periode (2,04%). Vergeleken met de census van 1995 is het aantal mensen met 2.140 (8,6%) toegenomen.